# Kirowo-Tschepezk
Kirowo-Tschepezk (russisch Ки́рово-Чепе́цк) ist eine Stadt und Verwaltungszentrum des gleichnamigen Rajons in der Oblast Kirow in Russland. Sie hat 80.921 Einwohner (Stand 14. Oktober 2010) und liegt an der Mündung des Flusses Tschepza in die Wjatka, etwa 30 km südöstlich der Gebietshauptstadt Kirow.

## Geschichte
Die erste Ortschaft als Vorläufer der heutigen Stadt war Ust-Tschepza, wörtlich also „Tschepza-Mündung“. Dieser Ort wurde im 15. Jahrhundert von Siedlern aus der Republik Nowgorod gegründet. Bis Anfang des 20. Jahrhunderts blieb es ein weitgehend unbedeutendes Dorf mit weit unter 1000 Einwohnern.
Die heutige Stadt begann sich erst in den 1930er-Jahren zu bilden. 1935 begannen nahe dem Dorf die Bauarbeiten für ein großes Heizkraftwerk, das die Oblasthauptstadt Kirow mit Strom versorgen sollte. Die Arbeitersiedlung, die beim Bau des Kraftwerks angelegt wurde, erhielt unter dem Namen Kirowo-Tschepezki 1942 den Status einer Siedlung städtischen Typs und am 28. März 1955 als Kirowo-Tschepezk die Stadtrechte. 1960 wurde die Stadt Zentrum des gleichnamigen Rajons innerhalb der Oblast Kirow.

### Bevölkerungsentwicklung
| Jahr | Einwohner |
| ---- | --------- |
| 1959 | 28.726    |
| 1970 | 50.994    |
| 1979 | 71.498    |
| 1989 | 92.382    |
| 2002 | 90.303    |
| 2010 | 80.921    |

Anmerkung: Volkszählungsdaten

## Wirtschaft und Verkehr
Am bekanntesten unter den Industriebetrieben der Stadt ist das Chemische Kombinat, in dem unter anderem Ammoniumnitrat, Salpetersäure und Monomere für die Kunststoffherstellung erzeugt werden. Außerdem gibt es in der Stadt das in den 1930er-Jahren erbaute Heizkraftwerk, ferner unter anderem ein Metallverarbeitungs-, ein Baustoff- und ein Stahlbetonwerk.
Über eine Landstraße und eine Eisenbahnlinie ist Kirowo-Tschepezk mit Kirow und anderen Städten verbunden.

## Söhne und Töchter der Stadt
- Iwan Bjakow (1944–2009), Biathlet
- Alexander Malzew (* 1949), Eishockeyspieler
- Wladimir Krikunow (* 1950), Eishockeyspieler und -trainer
- Wladimir Myschkin (* 1955), Eishockeyspieler
- Andrei Trefilow (* 1969), Eishockeyspieler
- Juri Patrikejew (* 1979), Ringer
- Sergei Peretjagin (* 1984), Eishockeyspieler
- Jakow Rylow (* 1985), Eishockeyspieler
- Jewgeni Waizechowski (* 1986), Speedkletterer
- Jana Tolkatschowa (* 1987), Schwimmerin[2]
- Maxim Trunjow (* 1990), Eishockeyspieler
- Jelisaweta Kaselina (* 1996), Eisschnellläuferin